# William L. Shirer
William Lawrence Shirer (Chicago, 23 de fevereiro de 1904 – Boston, 28 de dezembro de 1993) foi um jornalista, historiador e escritor dos Estados Unidos, famoso tanto por ter coberto diretamente da Alemanha o início da Segunda Guerra Mundial, quanto por ter escrito livros considerados dos mais completos sobre o conflito e sobre o nazismo.

## Biografia
Após graduar-se no Coe College, em 1925 mudou-se para a Europa como repórter de jornais norte-americanos,  Morou em Paris e Berlim entre outras capitais europeias. Foi corresponde do Chicago Tribune, do New York Herald Tribune e da Universal News Service.  Quando já morava em Berlim, em meados dos anos 30 do século XX, foi contratado pela Columbia Broadcasting System – CBS, sendo um dos pioneiros em transmissões radiofônicas diretamente da Europa para os Estados Unidos.
Foi testemunha ocular dos principais acontecimentos na Europa que precederam a eclosão da Guerra, como também dos primeiros meses do conflito.  Conheceu pessoalmente todos os principais personagens envolvidos na política alemão, francesa e dos principais países europeus.
Ficou em Berlim até o final de 1940, quando retornou aos Estados Unidos.  Em 1941, utilizou as suas notas feitas durante os seus anos de Europa para escrever o Diário de Berlim (Berlin Diary), com críticas contundentes ao regime nazista, que causaram grande impressão nos Estados Unidos.
Nos Estados Unidos cobriu a Conferência de São Francisco em 1945, que resultou na criação da Organização das Nações Unidas. Voltou à Europa com o fim da II Guerra Mundial, tendo feito a cobertura dos Julgamentos de Nuremberg.  Em 1947 publicou O Fim do Diário de Berlim (End of a Berlin Diary) com suas anotações sobre ambos os acontecimentos.
Em 1960 publica o seu livro mais famoso Ascensão e Queda do Terceiro Reich (The Rise and Fall of the Third Reich), um completo relato que vai do surgimento de Hitler na vida pública alemã até o fim da Segunda Guerra em maio de 1945. Em 1969 publica A Queda da França – O Colapso da Terceira República (The Collapse of the Third Republic), com a mesma metodologia do seu livro anterior, onde relata os acontecimentos políticos da França de 1870 até 1940, com o armistício que marca a derrota da França.
Publicou diversos outros livros sobre a Segunda Guerra, sobre a política europeia, e sobre Gandhi, a quem conheceu pessoalmente.  Escreveu ainda alguns livros de ficção.
Shirer morreu em 1993 na cidade de Boston. Estava com 89 anos.

## Livros em português
- Ascensão e Queda do Terceiro Reich (4 vols). Editora Civilização Brasileira S.A. Rio de Janeiro, 1964. (em inglês)
- A Queda da França – O Colapso da Terceira República (3 vols). Distribuidora Record. Rio de Janeiro, sd.
- Diário de Berlim (2 vols). Distribuidora Record. Rio de Janeiro, sd.

## Livros

### Não ficção
- 1941: Berlin Diary: The Journal of a Foreign Correspondent, 1934–1941
- 1947: End of a Berlin Diary
- 1955: The Challenge of Scandinavia
- 1960: The Rise and Fall of the Third Reich
- 1961: The Rise and Fall of Adolf Hitler[2]

- 1961: Midcentury Journey: The Western World Through Its Years of Conflict
- 1962: The Sinking of the Bismarck
- 1969: The Collapse of the Third Republic
- 1976: (Autobiography, volume 1) 20th Century Journey *
- 1979: Gandhi: A Memoir
- 1984: (Autobiography, volume 2) The Nightmare Years *

- 1990: (Autobiography, volume 3) A Native's Return *
- 1994: Love and Hatred: The Troubled Marriage of Leo and Sonya Tolstoy

- 1999: This is Berlin: Reporting from Nazi Germany, 1938–40

### Ficção
- The Traitor (1950)
- Stranger Come Home (1954)
- The Consul's Wife (1956)